# Вашингтон Таймс (фонд)
Фонд «Вашингтон Таймс» — многопрофильный общественный фонд, управляющий одноименной газетой Вашингтон таймс, основанный Мун Сон Мёном в 1984 году в Вашингтоне. 
Фонд организует конференции с участием политиков в качестве приглашенных докладчиков, вручает премию «Родитель года» и «Премию государственной службы» образцовым госслужащим. 
Фонд пожертвовал на создание Президентской библиотеки Джорджа Буша $1 млн., субсидирует общественные проекты по ликбезу, проводит Международные конференции по лидерству с участием на них видных политиков, работает с детьми и проводит межрелигиозные программы совместно с Парламентом мировых религий и другими партнерскими организациями. 
В 2010 году фонд опубликовал биографию основателя газеты Вашингтон таймс. Предполагается, что фонд является одним из главных инструментов распределения грантов от имени Мун Сон Мёна.
В июле 2011 года фонд провел совместно со своей сестринской организацией Федерация за всеобщий мир международную конференцию по свободе вероисповедания, на которой присутствовал Всемирный уйгурский конгресс и с докладом выступал член Палаты представителей США Гас Билиракис.